# Delay Skew
Delay Skew – seltener auch Skew Delay – nennt man bei Twisted-Pair-Kabeln den Signallaufzeitunterschied auf verschiedenen Paaren. 
Durch die spezielle Verdrillung bei den Twisted-Pair-Kabeln ist die gestreckte Gesamtlänge einzelner Drähte unterschiedlich. Daher kommt ein zum gleichen Zeitpunkt abgesendetes Signal auf zwei Leitern zu unterschiedlichen Zeitpunkten beim Empfänger an. Dieser Zeitunterschied muss innerhalb gewisser Toleranzen liegen, damit es der Empfänger als noch ein gleiches Signal bewerten kann, und ist ab der Norm Category 5e max. 50 ns / 100 m. Bei guten Kabeln liegt der Skew delay zumeist unter 20 ns / 100 m.